# حورة (تعز)
مديريات محافظة تعز , اليمن 
المساحة 
• الإجمالي 57٫7 كم² (22٫3 ميل²) 
وتقع في إطار الجزء الجنوبي لمحافظة تعز. ويحدها من الشمال مديرية خدير ، وجزء من مديرية المسراخ , ومن الجنوب مديرية المواسط , ومن الشرق مديرية الصلو , ومن الغرب مديرية المعافر . كما تبلغ مساحتها 57.7 كم2, أما عدد السكان 41.648 نسمة . 
التقسيم الإداري 
تتكون إدارياً من وحدة إدارية واحدة فقط هي مديرية سامع ، ويقع مركزها في منطقة حورة.. وتتكون من اربع عزل هي حورة وبني احمد والجبل وشريع و(30)قرية + (360)محلة .. 
الأنشطة الاقتصادية 
يعتمد معظم السكان على عائدات الإنتاج الزراعي ونشاط الرعي وتربية الحيوان ، ويعتمد البعض الآخر تحويلات أقاربهم العاملين في بعض المدن اليمنية في التجارة والأعمال الحرة ، .. فيما يعمل بعض السكان في الوظائف الحكومية والخاصة …. والحالة الاقتصادية للمديرية متوسطة..

المقومات الاقتصادية 
أولا : الإنتاج الزراعي : – الحبوب : منها الذرة الرفيعة والبيضاء وبكميات متوسطة.. وكذا ( اللوز) أو (حب العزيز).. 
– الخضروات : أهمها البطاط ، الطماط ، الفلفل الأخضر . 
ثانياً : الرعي وتربية الحيوانات : يعتمد عليه جزء من سكان المديرية .. ويتم تربية الماعز ، والإبل ، والضأن ، والأبقار ، والدواجن للاستهلاك الذاتي . 
المعالم التاريخية 
نقش سربيت الأثري المكتوب بخط المسند اليمني القديم و قرن نعيمة وحصن الرخام في عزلة حورة. و حصن الدمنة أعلى قمة الجبل الذي بناه ضعتكين الأيوبي، كما يوجد العديد من المساجد والقباب القديمة المنتشرة في أرجاء سامع. 
وتتميز سامع بجمالها الأخاذ من خلال سلاسلها الجبلية الخضراء التي تزينها المدرجات الزراعية من بداية امتداد جبالها صعوداً ونحو أعلى قمة، فمدرجات بني أحمد الخضراء و وادي الدمنة المطل على مديرية المواسط والمدرجات المتناثرة على سفوح الجبل ابتداء من قرية الشعبة و حمان إلى قمة جبل الجعشا يأخذك بجماله سحره وآثاره القديمة وصناعة الفخار التقليدية فيه. إضافة إلى وادي موقعة الواقع في عزلة سربيت المعروف بأشجارة الشائكة على حافتي السواقي الممتدة على طول الوادي الذي يفوح منه رائحة الكاذي، ويصب وادي موقعة في وادي ورزان المشهور والذي يقع في نطاق مديرية خدير. ....🇾🇪 المحرر معاذ حميد السامعي 

حورة هي إحدى قرى الجمهورية اليمنية. تتبع جغرافيا لمحافظة تعز وإداريًا لمديرية سامع. يبلغ تعداد سكانها 7341 نسمة حسب الإحصاء الذي أجري عام 2004.